# Maurice Lapalud
Maurice Lapalud, né le 22 septembre 1868 à Miliana en Algérie et mort le 5 avril 1935, est un administrateur colonial français.

## Biographie
Après occupé divers postes dans l'administration coloniale au Maroc,à Madagascar, à La Réunion, au Congo et en Inde, il est nommé gouverneur du Gabon en 1918 et gouverneur de Côte d'Ivoire entre 1925 à 1930, en remplacement de Raphaël Antonetti. Après avoir fait fonction de gouverneur général de l'Afrique-Équatoriale française en 1920, il occupe au préalable le poste de gouverneur de La Réunion du 22  août  1923 au 2  octobre  1924. Il amorce les travaux de la route de Cilaos et est à l'origine de l’École du droit.
Il est remplacé à Abidjan par Jules Brévié. Une place d'Abidjan porte son nom.